# Erika Hendsel
Erika Hendsel (* 7. November 1997 in Tallinn) ist eine ehemalige estnische Tennisspielerin.

## Karriere
Hendsel spielte vorrangig auf der ITF Women’s World Tennis Tour, wo sie aber keinen Titel gewann.
Für die estnische Fed-Cup-Mannschaft hat sie 2013 zwei Doppel bestritten, die sie beide nicht gewinnen konnte.